# 周燮 (清朝)
周燮，浙江钱塘人，清朝政治人物。

## 生平
監生出身。康熙五十三年，擔任衡陽縣知縣。乾隆五十五年，接替包承祚任龙岩州知州一职，乾隆五十五年由范宜劻接任。